# Lista de reis da Arábia Saudita
Rei da Arábia Saudita é o título do principal governante da Arábia Saudita. Outros símbolos da monarquia saudita são o hino nacional Aash Al Maleek (em português: Vida Longa ao Rei), criado oficialmente em 1964, e a bandeira da Arábia Saudita, adoptada em 15 de Março de 1973. A Casa de Saud existe desde 1644 Muhammad bin Saud, que fundou o Emirado de Diria (mas conhecido como Primeiro Estado Saudita) que perdurou ate 1817, com a anexação de parte do território ao Império Otomano. Em 1824 foi fundado o Emirado de Négede (mas conhecido como Segundo Estado Saudita) que foi fundado para frear o avanço otomano na península arábica. Em 1891 o emirado foi dividido em vários pequenos reinos, os maiores eram o Sultanato de Négede e Reino de Hejaz. Os reinos foram começando a se unificar após o termino da primeira guerra mundial, com o apoio do Reino Unido e culminando na formação do Reino da Arábia Saudita, após a unificação dos sultanatos de Négede e Hejaz sob uma unica coroa árabe.

## Lista de Xeques

### Xeques da Tribo Saudita
- Saud (1720 - 1725)... Fundador da família Saudita e unificador das tribos árabes.
- Muhammad (1725 - 1744)

## Lista de Imãs

### Emirado de Diria
- Muhammad I (1744 - 1765).. Conquistador da cidade histórica de Diría, fundador do Primeiro Estado Saudita.
- Abdulaziz (1765 - 1803)
- Saud II (1803 - 1814).. Conquistou a maioria dos territórios da moderna Arábia Saudita, conquistando também os atuais Barém e Cuaite. Tinha o sonho de formar um novo califado.
- Abdullah I (1814 - 1818).. Perdeu uma guerra otomano-saudita, sendo executado após o fim da mesma e seu território passando a fazer parte do Império.

### Emirado de Négede
- Turki I (1823 - 1834).. Líder rebelde do clã saudita que unificou algumas regiões contra o domínio otomano.
- Mishari I (1834)
- Faisal I (1834 - 1838)
- Khalid I (1838 - 1841)
- Abdullah II (1841 - 1843)
- Faisal I (1843 - 1865)
- Abdullah III (1865 - 1871, 1871 - 1873 e 1876 - 1889)
- Saud III (1871 e 1873 - 1875)
- Abdul Rahman I (1875 - 1876 e 1889 - 1891).. Modernizador e edificador do moderno Estado Árabe. Foi destronado e deposto em 1891 e fugiu com sua família e alguns seguidores para o Berrém. Permaneceu como líder dos sauditas até 1902.
- Abdulaziz I  (1902 - 1921)..  Assumiu como líder dos sauditas e Emir do Négede após a conquista em 1902.

## Lista de reis

### Reino da Arábia Saudita
| Nome                                                                           | Retrato | Nascimento                                                                           | Esposas e filhos    | Morto                         |
| ------------------------------------------------------------------------------ | ------- | ------------------------------------------------------------------------------------ | ------------------- | ----------------------------- |
| Ibn Saud22 de setembro de 1932 a 9 de novembro de 1953(21 anos e 48 dias)      |         | 15 de janeiro de 1875filho de Abdul Rahman bin Faisal e Sara bin Ahmet Al Sudairi    | 22 esposas37 filhos | 9 de novembro de 195373 anos  |
| Saud9 de novembro de 1953 a 2 de novembro de 1964(Deposto)(10 anos e 359 dias) |         | 12 de janeiro de 1902filho de Ibn Saud e Wadhah bint Muhammad bin 'Aqab              | 3 esposas108 filhos | 23 de novembro de 196967 anos |
| Faisal2 de novembro de 1964 a 25 de março de 1975(10 anos e 143 dias)          |         | 14 de abril de 1906filho de Ibn Saud e Tarfa bint Abduallah bin Abdulateef al Sheekh | 8 esposas7 filhos   | 25 de março de 197568 anos    |
| Khalid25 de março de 1975 a 13 de junho de 1982(7 anos e 78 dias)              |         | 13 de fevereiro de 1913filho de Ibn Saud e Al Jawhara bint Musaed bin Jiluwi         | 4 esposas10 filhos  | 13 de junho de 198269 anos    |
| Fahd13 de junho de 1982 a 1 de agosto de 2005(23 anos e 49 dias)               |         | 16 de março de 1921filho de Ibn Saud e Hussa bint Ahmed Al Sudairi                   | 13 esposas12 filhos | 1 de agosto de 200584 anos    |
| Abdullah1 de agosto de 2005 a 23 de janeiro de 2015(9 anos e 175 dias)         |         | 1 de agosto de 1924filho de Ibn Saud e Fahda bint Asi Al Shuraim                     | 30 esposas36 filhos | 23 de janeiro de 201590 anos  |
| Salman23 de março de 2015 a presente(10 anos e 56 dias)                        |         | 31 de dezembro de 1935filho de Ibn Saud e Hussa bint Ahmed Al Sudairi                | 3 esposas13 filhos  |                               |